# Stéphanie
Stéphanie est un prénom féminin, variante française du prénom épicène Stéphane.

## Origine
Le prénom Stéphanie est une variante du prénom Stéphane, issu du substantif grec Stéphanos (Στέφανος) signifiant couronné, traduction de l'hébreu Cheliel (couronne de Dieu).

## Fête
- Saint Étienne (premier diacre et premier martyr de la chrétienté), le 26 décembre en Occident, le 27 décembre en Orient, le 2 janvier et le 2 août.

## Variantes et diminutifs
Variantes :
- Stephania,
- Stephanie,
- Stefny,
- Stephenie,
- Stefanie,
- Stefani,
- Stefania,
- Stefany,
- Estephany,
- Stephany,
- Stefana, etc.

Diminutifs :
- Fani,
- Fannie,
- Fanny,
- Stef,
- Steph,
- Stephie,
- Steffi,
- Nini,
- Nanny,
- Phanie, etc.

## Personnalités portant ce prénom ou ce nom
Stéphanie
- Stephanie, chanteuse et actrice japonaise ;
- Stephanie Beacham, actrice anglaise ;
- Stéphanie de Beauharnais, princesse française ;
- Stéphanie de Belgique, princesse belge ;
- Stéphanie Cohen-Aloro, joueuse de tennis française ;
- Stéphanie Dubois, joueuse de tennis québécoise ;
- Stéphanie Foretz, joueuse de tennis française ;
- Stéphanie de Hohenzollern-Sigmaringen, reine consort de Portugal ;
- Stéphanie de Lannoy, épouse du grand-duc héritier Guillaume de Luxembourg ;
- Stephanie Mills, chanteuse américaine ;
- Stéphanie de Monaco, princesse de Monaco et chanteuse ;
- Stéphanie Murat, réalisatrice française ;
- Stephanie Rehe, joueuse de tennis américaine ;
- Stephanie Rice, nageuse australienne ;
- Stephanie Romanov, actrice américaine ;
- Stephanie Seymour, mannequin américaine ;
- Stéphanie St-Pierre, skieuse acrobatique canadienne ;
- Stephanie Swift, actrice porno américaine ;
- Stéphanie Vallée, femme politique canadienne ;
- Stephanie Zimbalist, actrice américaine.

Stef-
- Stefani Joanne Angelina Germanotta, vrai nom de Lady Gaga, chanteuse américaine ;
- Stefani Morgan, actrice porno américaine ;
- Stefanie Scott, actrice américaine ;
- Stefanie Stantcheva, économiste française.

Steff-
- Steffanie Borges, chanteuse américano-japonaise ;
- Steffi Graf, joueuse de tennis allemande ;